# Кук, Джосайя Парсонс
Джосайя Парсонс Кук (англ. Josiah-Parsons Cooke; 1827—1894) — американский химик.

## Биография
В 1845 году он поступил в колледж Гарварда (Кембридж), который закончил в 1848. Проведя после окончания курса год в Европе, он поступил преподавателем математики в тот же колледж. Ему было поручено также и преподавание химии. Сам Кук студентом не обучался химии и все сведения им были приобретены самостоятельно.
С 1850 году Кук был назначен преподавателем минералогии. С 1858 до своей смерти Кук работал в устроенной им химической лаборатории в гарвардском колледже. Высокий уровень преподавания химии в то время в этом учебном заведении считается заслугой Кука. Кроме того, его энергичное участие в организации обучения естественным наукам имело громадное влияние на всю систему учебного дела в Америке.
В 1882 году Кэмбриджский университет присвоил Куку степень доктора. Кук был членом американской академии наук и искусств, долгое время её секретарём и в 1892 году был избран президентом. Из сочинений Кука известны: «Религия и химия», «Основы физической химии», «Принципы химической философии», «Новая химия» и другие.
Из статей, напечатанных в журналах, необходимо отметить: «Отношение между атомными весами» (1854); «Два новых кристаллические соединения цинка и сурьмы» (1854); «О диморфизме мышьяка, сурьмы и цинка» (1861); «Об атомном весе сурьмы» (1877); «О новой форме воздушного термометра» (1881); «Отношение между атомными весами водорода и кислорода» (вместе с Рихардом, 1887). Кроме того, Кук написал несколько ценных статей по минералогии.